# 카스텔베리노
카스텔베리노(이탈리아어: Castelverrino)는 이탈리아 몰리세주 이세르니아도의 코무네다. 캄포바소로부터 북서쪽 30km, 이세르니아 북동쪽 25km 거리에 있다.